# Belgrano (stacja metra)
Belgrano – stacja metra w Buenos Aires, na linii E. Znajduje się pomiędzy  planowaną stacją Bolívar, a Independencia. Stacja została otwarta 24 kwietnia 1966.